# Dieffenbachia daguensis
Dieffenbachia daguensis är en kallaväxtart som beskrevs av Adolf Engler. Dieffenbachia daguensis ingår i släktet prickbladssläktet, och familjen kallaväxter. Inga underarter finns listade.